# Epicondylitis lateralis
Epicondylitis lateralis, (backhand-)tenniselleboog of tennisarm is een pijnlijke chronische prikkelingstoestand in de arm. De term is enigszins misleidend omdat de aandoening vaker door andere overbelastende bewegingen dan tennis wordt veroorzaakt en het geen ontsteking (-itis), maar een abnormaliteit (-osis) is.
Het betreft de pezen die aanhechten aan de epicondylus lateralis van het opperarmbeen (humerus). Deze pezen zijn de uiteinden van de handstrekkers, de extensorspieren van de onderarm die onder meer zorgen voor het strekken van de pols, hand en vingers.
Er bestaan vijf typen epicondylitis lateralis, te weten:
1. irritatie van de aanhechting van de musculus extensor carpi radialis longus (type 1)
2. irritatie van het botvlies bij de aanhechting van de musculus extensor carpi radialis brevis (type 2)
3. irritatie van de pees van de musculus extensor carpi radialis brevis (type 3)
4. irritatie van de spierbuik van de musculus extensor carpi radialis brevis (type 4)
5. irritatie van het botvlies bij de aanhechting van de musculus extensor digitorum

Type 2 en 5 zijn het meest, vaak tegelijk, voorkomend.
Vroeger werd ervan uitgegaan dat er ontstekingsstofjes aanwezig waren. Wetenschappelijk onderzoek heeft laten zien dat dit niet het geval is. Er komt steeds meer bewijs dat dit soort klachten worden veroorzaakt door triggerpoints en myofasciale pijn.

## Oorzaken
De oorzaak van een epicondylitis is overbelasting van de pezen/spieren van de strekkers (extensoren) van de onderarm. Dit kan gebeuren door langdurige overbelasting waarbij de spier langdurig te veel belast wordt, dit komt vaak voor bij beeldschermwerk door het langdurig aanspannen bij het muizen en typen, of een snelle, korte, excentrische belasting.

## Symptomen en diagnose
- pijn aan de laterale zijde (buitenkant) van de elleboog, soms uitstralend naar onderarm, pols en hand
- drukpijn ter hoogte van het epicondylium laterale van het opperarmbeen
- pijn bij mobilisatie:
  - volledig strekken van de elleboog
  - pijn bij strekken van de pols tegen weerstand
- (hierdoor) krachtverlies
- hard aanvoelende, gezwollen onderarm (zelden)

Beeldvorming is vaak niet nodig om de diagnose te maken.

## Behandeling
Een tenniselleboog gaat bij stopzetting van de overbelasting na verloop van tijd spontaan over. De hersteltijd is variërend. Vaak kost dit wel tijd, variërend van een paar weken tot een jaar. Met name niet/slecht gediagnosticeerde en behandelde tennisarmen kunnen langdurig aanwezig zijn. Het is niet zinvol absolute rust te houden.
Er zijn weinig behandelingen waarvan betrouwbaar wetenschappelijk onderzoek voldoende bewezen is dat hij significant effectiever is dan afwachten. Bij alle interventies speelt bovendien altijd het placebo-effect mee. Voor de aandoening zijn tientallen verschillende behandelingen gepropageerd. Dit is meestal een teken dat er niet een goed werkt.
Meestal worden de volgende adviezen gegeven:
- Rust: na de rustperiode treden de klachten vaak opnieuw op. Volledige rust is bovendien niet zinvol vanwege resulterende atrofie van de geïmmobiliseerde spieren.
- IJs (cold packs);
- Ontstekingsremmers, lokaal of oraal; van lokale NSAID's is er enig bewijs voor werkzaamheid op de korte termijn, voor orale NSAID's is onvoldoende bewijs voorhanden.[2]
- Fysiotherapie of osteopathie: fricties, mobiliseringen; het nuttig effect hiervan is in een aantal artikelen geclaimd, maar niet wetenschappelijk bewezen.[3]
- Dry needling. De nuttige effecten van dry needling worden geclaimd,[4][5][6] maar zijn niet onomstreden.[7]

- Medical taping werd in de jaren 1970 ontwikkeld in Japan en Korea. Hierbij wordt gebruikgemaakt van rekbare tape. Dit zorgt voor een prikkeling van de fascie waardoor onder andere pijnvermindering, verandering van aansturing van de spieren en ontspanning van de spieren plaatsvindt.
- Orthopedische hulpmiddelen (blessurehoek armbandage): meer en beter opgezet onderzoek is nodig.[8]

Meer agressieve behandelingen zijn bijvoorbeeld:
- Cortisone-injectie – hiervan is inderdaad aangetoond dat de klachten op korte termijn (na 2 weken) significant gedaald zijn ten opzichte van een niet-behandelde controlegroep; op lange termijn (6 weken) verdwenen de positieve effecten weer, mogelijk mede door een hervatten van de oorzakelijke beroepsactiviteit.[9] Daarbij zijn cortisonen afbrekende hormonen en kunnen ze destructief zijn voor het al verzwakte peesweefsel.
- Operatieve behandeling: release van de peesaanhechting; bij falen van de overige behandelingsmogelijkheden. Het nut hiervan is onbewezen, aangezien hierover verricht onderzoek, waarbij vrij hoge succespercentages werden geclaimd van 70-80%, geen gebruik maakte van een controlegroep. Bovendien gaat de patiënt na zulke behandeling gedurende langere tijd de mogelijk oorzakelijke beroepsactiviteit niet meer uitoefenen, waarmee men in deze studies niet steeds rekening houdt. Ook is hierbij een placebo-effect niet uit te sluiten.[10]
- Schokgolftherapie. Uit meta-analyse van negen onderzoeken hierover bleek geen nuttig effect.[11]
- Acupunctuur. Geen duidelijk effect maar niet voldoende materiaal voor een oordeel.[12]

## Conclusie
Een tennisarm wordt mogelijk veroorzaakt door een repetitieve en excentrische overbelasting. 
De beste behandeling voor deze – vaak beroepsmatige – aandoening is mogelijk een preventief beleid, waarbij men door middel van ergonomische maatregelen de oorzakelijke activiteiten met repetitieve overbelasting van de elleboog gaat vermijden. Of een dergelijk beleid effect heeft is echter evenmin ooit bewezen en bij de meeste mensen met een tenniselleboog is geen sprake van een duidelijke overbelasting in de periode voor de aandoening.